# ク12 (航空機)
ク12は、大日本帝国陸軍が試作した滑空機（軍用グライダー）。福田軽飛行機によって開発された。

## 概要
1943年（昭和18年）1月、陸軍航空本部は「陸軍航空兵器研究および試作方針」（新研究方針）を定め、1944年（昭和19年）3月までに練習用滑空機を開発し、審査を完了させることを目標として掲げた。ク12はその中の自動車牽引式の中級滑空機として福田が開発したもので、試作機は製作されたものの不採用となり、「光式6.3型」と称して少数機が民間で用いられた。
機体は日本初となる複座中級滑空機で、胴体は枠組みのみであり、前半部にナセルが取り付けられている。座席配置は後席を胴体内に入れたタンデム。主翼は半片持ち式のテーパー翼。

## 諸元
- 全長：7.0 m
- 全幅：14.0 m
- 自重：180 kg
- 全備重量：320 kg
- 滑空速度：55 - 65 km/h
- 乗員：2名